# سيسيليا بيريز
سيسيليا بيريز (بالإسبانية: Cecilia Pérez) هي تريثلت مكسيكية، ولدت في 1 نوفمبر 1991 في سابوبان في المكسيك.

## وصلات خارجية
- سيسيليا بيريز على موقع أوليمبيديا (الإنجليزية)